# Brezmadežno spočetje (Tiepolo)
Brezmadežno spočetje je slika italijanskega slikarja Giovannija Battiste Tiepola (1696–1770). Slika je bila ena od sedmih oltarjev, ki jih je marca 1767 Tiepolu naročil španski kralj Karel III. za cerkev svetega Pascuala v Aranjuezu, ki je bila takrat v gradnji. To je bil prvotno alkantarinski (frančiškanski) samostan, ki so ga kasneje dodelili redovnicam reda Brezmadežnega spočetja.
Slika je bila naročena leta 1767, v času, ko je bilo Brezmadežno spočetje že običajna tema v umetnosti, praznik 8. december pa je bil leta 1708 ponovno vključen v koledar svetnikov, čeprav njegova teologija ni bila zagotovljena je veljal kot dogma do izjave papeža Pija IX. leta 1854. Predstavlja brezmadežno spočetje, tradicijo katoliške cerkve, ki pravi, da je Devica Marija spočela brez izvirnega greha. Upodablja Devico Marijo, obdano z angeli in okronano s krogom zvezd. Prikazana je, kako tepta kačo, kar predstavlja njeno zmago nad hudičem. Lilije in vrtnice se nanašajo na hortus conclusus ('zaprt vrt') in simbolizirajo Marijino ljubezen, nedolžnost in čistost. Slika je zdaj v muzeju Prado v Madridu.
Tiepolove oltarne slike so bile kmalu po namestitvi v cerkev prenesene v sosednji samostan. Nadomestil jih je identično tematski sklop Antona Raphaela Mengsa, katerega neoklasicizem je bil bolj po okusu Karla III. Nazadnje je bilo Brezmadežno spočetje leta 1827 preneseno v muzej Prado.

## Opis
Impozanten baročni slog slike naj bi vzbujal čustva. Dokončana je bila med letoma 1767 in 1768. Upodobitev Device Marije je narejena v skladu s tradicionalno krščansko ikonografijo in predstavlja njeno Brezmadežno spočetje, prosto izvirnega greha. Standardni ikonografski elementi vključujejo goloba nad njo, zvezde okoli njene glave, njen položaj na polmesecu s kačo, stisnjeno pod njenimi nogami, njene roke, sklenjene v molitvi, in obelisk na njeni desni.
Dodatna ikonografija, ki je v skladu s to temo, vključuje oblake, kerube, lilije in rožnato vrtnico, rože, ki so pogosto povezane z Marijo. Golob nad njeno glavo simbolizira Svetega Duha, vrtnica in lilije so njeni običajni simboli, lilije predstavljajo njeno čistost, medtem ko je vrtnica simbol Marije, Kraljice neba in zemlje. Njen pas naj bo vrvica sv. Frančiška.
Globus, ki simbolizira ves svet, polmesec in zvezdasta krona nad njeno glavo so tradicionalni simboli »žene, oblečene s soncem« (Device v podplatu), opisane v Razodetju Raz 12,1-2. Sam polmesec je starodavni simbol čistosti, ki izhaja iz rimske boginje Diane. Tako kot luna črpa svojo svetlobo od sonca, tako Marijina posebna milost izvira iz zaslug Kristusa, njenega Sina. Obelisk na njeni desni se prav tako lesketa v svetlobi sonca in se nanaša na tradicionalne simbole brezmadežnega spočetja, povezane z Davidovim stolpom in Slonokoščenim stolpom, ter spominja na nepremagljivost, deviškost in čistost. Marija je upodobljena, kako tepta kačo, ki drži v ustih jabolko, kar predstavlja kačo v rajskem vrtu in izvirni greh. Pod njenimi nogami se vidi palmova veja in ogledalo. Palmova veja pomeni Marijino zmago in povišanje, ogledalo njeno čistost.
Priljubljenost te posebne upodobitve Brezmadežnega spočetja, ki izvira iz Španije s Franciscom Pachecom, se je razširila po Evropi. Tiepolo je naslikal prejšnjo različico Brezmadežnega spočetja leta 1734 za frančiškansko cerkev Santa Maria in Araceli v Vicenzi. Ta različica je upodabljala Devico Marijo kot lepo mlado dekle na način, ki sta ga že uvedla Guido Reni in Bartolomé Esteban Murillo sledeč Pacheca. Slika je zdaj v mestnem muzeju Vicence v Palazzo Chiericati. V sedanji različici je upodobitev Marije precej bolj veličastna in slovesna v skladu z alkantarsko tradicijo askeze.
Tiepolo je naslikal komplet petih modelov za svoje oltarne slike. Vse so zdaj na Inštitutu za umetnost Courtauld v Londonu in veljajo za njegova najboljša dela. Modello za Brezmadežno spočetje se razlikuje od končne različice v več pogledih. V končni različici figura Marije zavzema več prostora in nima mišičastega podpornega angela na njeni levi. Ta angel naj bi bil upodobitev nadangela Mihaela, katerega umor Luciferja je napovedoval vlogo Marije kot orodja odrešenja. Angel je prisoten v oljni skici, ki je nastala približno v istem času in je zdaj v Narodni galeriji Irske, ki velja za ikonografsko najbolj zapleteno Tiepolovo upodobitvijo Brezmadežnega spočetja. Bodite pozorni na trikotni halo, ki označuje Trojico.

## Ozadje
Baročna umetnost naj bi vzbujala čustva in strast namesto umirjene racionalnosti, ki je bila cenjena v renesansi. Za Tiepolova dela, od katerih so mnoga v impresivnem obsegu, so značilni tudi napetost, razkošje, hedonizem in zapleten dizajn. Med Tiepolovimi najbolj priljubljenimi deli so mitološke in verske teme, ki izražajo vzdušje veličine in lepote.

## Izvor
- Cerkev S. Pascuala Baylona, Aranjuez (1770–1775)
- Samostan S. Pascual Baylon, Aranjuez (1775–1827)
- Muzej Prado, Madrid (od 1827)